# NGC 1037
NGC 1037 est une entrée du New General Catalogue qui concerne un corps céleste perdu ou inexistant. 
Cet objet a été enregistré par l'astronome français Édouard Stephan le 26 octobre 1872 dans la constellation de la  Baleine.
Il est aussi possible que NGC 1037 soit la galaxie découverte par l'astronome américain Lewis Swift en 1886. Cette même galaxie a été observée par l'astronome français Stéphane Javelle le 26 janvier 1892 et ajoutée plus tard à l'Index Catalogue sous la cote IC 243.
Finalement, notons que la base de données Simbad associe la galaxie UGC 2119 (ou PGC 9973) à NGC 1037. La base de données NASA/IPAC mentionne que cette identification est incorrecte.

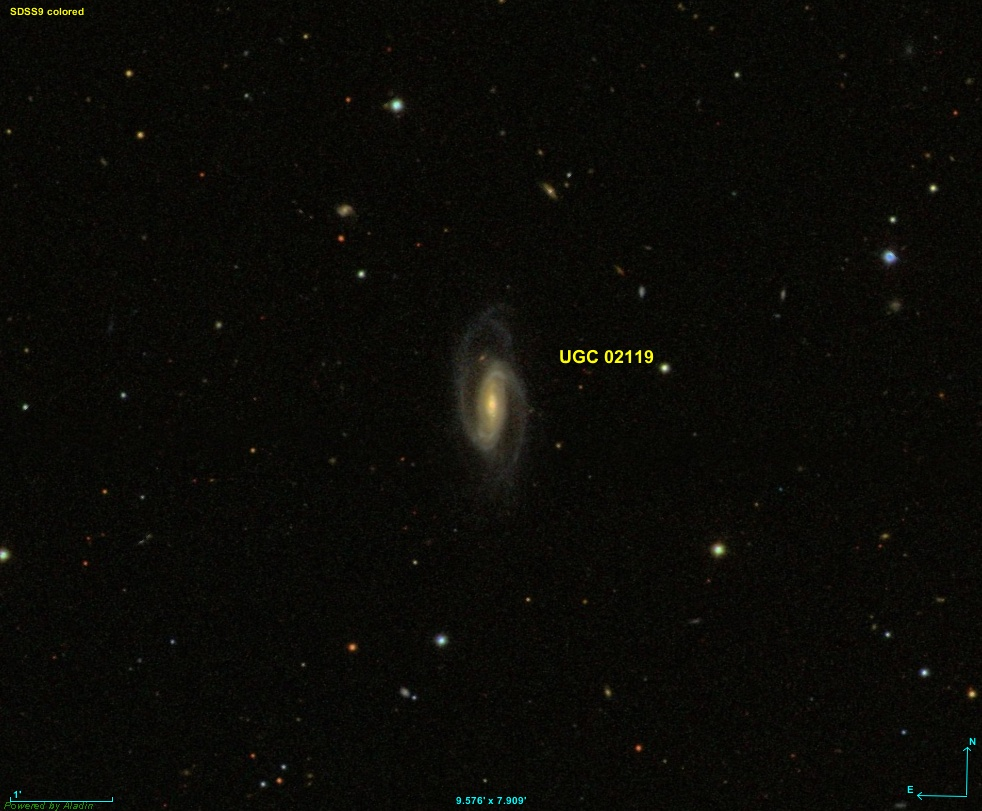
Selon Simbad, UGC 2119 est la galaxie NGC 1037.